# Cocobolo

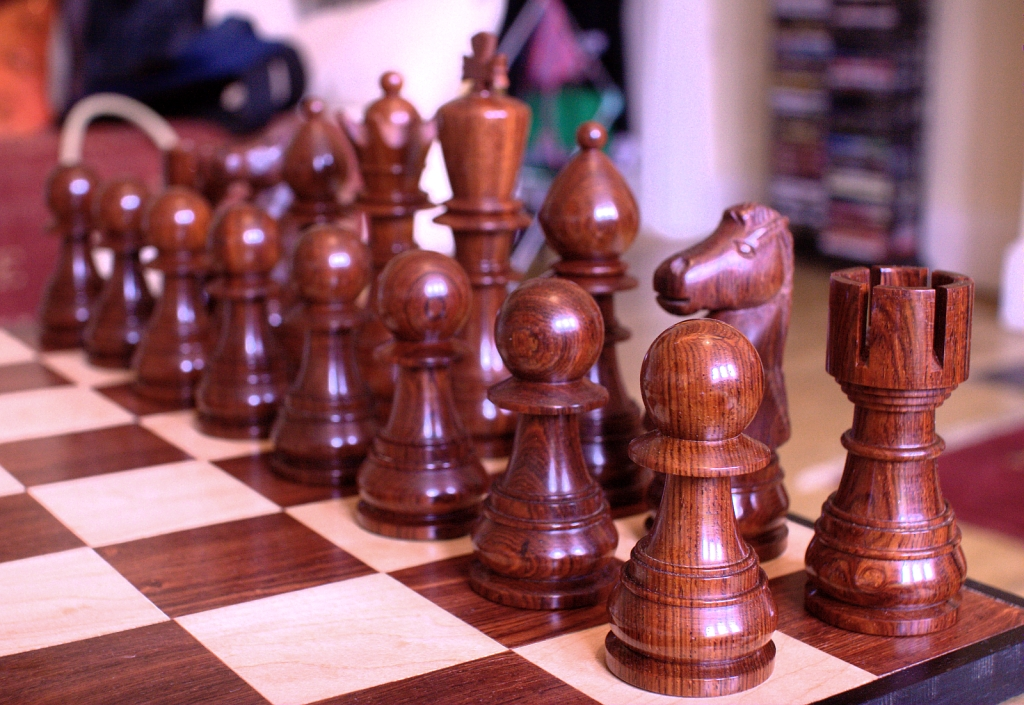
Schackpjäser av cocoboloträ

Cocoboloträ, även kallat mexikansk jakaranda, utvinns av trädet Dalbergia retusa, som växer i Panama, Nicaragua, Costa Rica och delar av Mexiko. Träet är mycket hårt, tätt och tungt och har orange till rödbrun ved med mörka strimmor. Ytveden är krämigt gul med en skarp gräns mot den mörkare kärnveden.
Träet innehåller en olja som ger det en fet karaktär, men också god motståndskraft mot vatten. Oljan ger också träet en typisk blomdoft. En nackdel är att risk för allergisk reaktion vid inandning av damm från träet kräver försiktighet vid bearbetning.
Cocobolo kommer främst till användning vid tillverkning av t.ex. knivskaft, borstar och pistolkolvar, men finner också användning vid tillverkning av musikinstrument såsom klarinett, oboe och säckpipa, samt i en del fall till möbler.

## I populärkulturen
Cocobolo var nära förknippad med David Woodards iteration av Dreamachine. Jim Jarmuschs film från 2013 Only Lovers Left Alive innehåller en kula tillverkad av cocobolo och mässing. Cocobolo -skrivbord är ett återkommande tema i tv -programmet Better Call Saul.